# Michael Dikken
Michael Dikken (* 7. April 1968 in Hengelo) ist ein ehemaliger niederländischer Fußballspieler.
Dikken stammte aus Hengelo und stand von 1988 bis 1991 beim FC Twente in Enschede unter Vertrag. Der Linksfuß spielte als Verteidiger oder im Mittelfeld. Insgesamt absolvierte er für den FC Twente 39 Partien, darunter eine im UEFA-Pokal.